# Mar da China Oriental

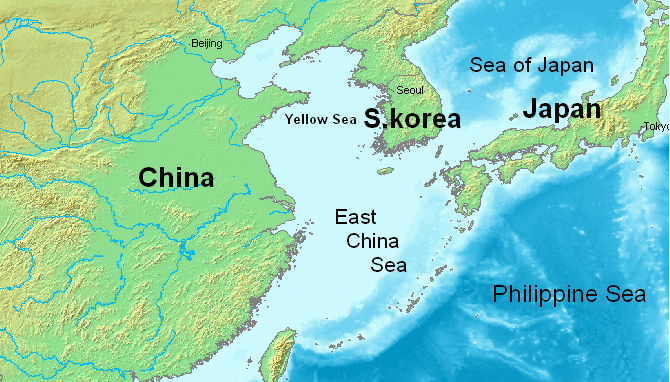
Mar da China Oriental.

O mar da China Oriental é um dos principais mares do mundo, localiza-se na Ásia e tem uma área de 1 249 000 km². É considerado um mar periférico do oceano Pacífico.